# Шрадер, Отто
Отто Шрадер (нем. Otto Schrader, 28 марта 1855, Веймар — 21 марта 1919, Бреслау) — немецкий филолог, известный благодаря своим работам по истории немецкой и праиндоевропейской лексики, особенно культурной, как то названия домашних животных и растений, металлов и т. д.

## Биография
Отто Шрадер родился в семье государственного служащего в Тюрингии, окончил гимназию в Веймаре, учился в Йене, Лейпциге и Берлине. Получив в 1878 г. докторскую степень, он занял место преподавателя в Великогерцогской гимназии в Йене. Там он в 1890 г. получил звание профессора. В 1909 г. Шрадер перебрался в Бреслау, где занял должность «постоянного профессора». С 1879 г. Шрадер был женат на Мари фон Вильмс, с которой у него было четверо детей.

## Поддержка гипотезы Гена
Шрадер поддерживал гипотезу Виктора Гена, согласно которой праиндоевропейцы изначально были номадами. Также эта гипотеза предполагала, что праиндоевропейцы одомашнили только лошадь. Поскольку нет праиндоевропейских слов для осла и верблюда, Шрадер полагал, что прародина праиндоеропейцев находилась в зоне черноморско-каспийских степей, естественном ареале лошади. Взгляды Гена и Шрадера получили развитие в середине XX века в виде курганной гипотезы.

## Важнейшие работы
- Quaestionum dialectologicarum Graecarum particula, Диссертация, Leipzig, 1877.
- Die älteste Zeittheilung des indogermanischen Volkes, Berlin, 1878.
- Aus der Geschichte der Hausthiere. Eine linguistische Studie. В: Nord und Süd 15 (1880), с. 335—348.
- Sprachvergleichung und Urgeschichte. Linguistisch-historische Beiträge zur Erforschung des indogermanischen Altertums, 1-е издание — Jena, 1883, 2-е — 1890, 3-е — 1906.
- Thier- und Pflanzengeographie im Lichte der Sprachforschung. Sammlung gemeinverständlicher wissenschaftlicher Vorträge, Heft 427 (1883), Berlin, 1884.
- Linguistisch-historische Forschungen zur Handelsgeschichte und Warenkunde, том 1, Jena 1886.
- Über den Gedanken einer Kulturgeschichte der Indogermanen auf sprachwissenschaftlicher Grundlage, Jena, 1887.
- Etymologisches und Kulturhistorisches. В: ZVS 30 / N.F. 10 (1890) с. 461—485
- Linguistisch-historisches. В: Gustav Richter, Symbola doctorum Ienensis gymnasii in honorem gymnasii Isenacensis collecta, Jena, 1895.
- Etymologisch-Kulturhistorisches. В: Philologische Studien, Festgabe für Eduard Sievers zum 1. Oktober 1896, Halle 1896, с. 1-11
- Vom neuen Reich («Deutsches Reich und Deutscher Kaiser», «Die Deutschen und das Meer»), zwei sprachlich-geschichtliche Vorträge. Allgemeiner Deutscher Sprachverein, Berlin, 1897.
- Reallexikon der indogermanischen Altertumskunde. Grundzüge einer Kultur- und Völkergeschichte Alteuropas. 1-е издание Strassburg 1901, 2-е издание Berlin, Leipzig, 1917—1929.
- Die Schwiegermutter und der Hagestolz. Eine Studie aus der Geschichte unserer Familie, Braunschweig 1904.
- Totenhochzeit. Ein Vortrag gehalten in der Gesellschaft für Urgeschichte zu Jena, Jena, 1904.
- Über Bezeichnungen der Heiratsverwandtschaft bei den indogermanischen Völkern. In: IF 17 (1904)
- Zu nhd. «buche». В: Zeitschrift für deutsche Wortforschung 11 (1909)
- Bilder aus dem russischen Dorfleben. В: Westermanns Monatshefte 53. Jahrgang, Jan.-März 1909.
- Der Hammelsonntag. Eine Reisestudie aus dem Gouvernement Olonetz. В: IF 26 (1909)
- Aryan Religion; Blood-Feud; Charms and Amulets; Chastity; Crimes and Punishments; Death and Disposal of the Death; Divination; Family; Hospitality; Kingship. В: James Hastings, Encyclopaedia of Religion and Ethics, тома 2-7, Edinburgh 1909—1914.
- Begraben und Verbrennen im Lichte der Religions- und Kulturgeschichte. Ein Vortrag in der Schlesischen Gesellschaft für Volkskunde, Breslau, 1910.
- Neuhochdeutsch «Wirt» (hospes). В: Wissenschaftliche Beihefte zur Zeitschrift des Allgemeinen deutschen Sprachvereins, V. Reihe, Heft 32, 1910.
- Die Indogermanen. Wissenschaft und Bildung 77, Leipzig, 1911, новое издание — Leipzig, 1935
- Die Anschauungen Viktor Hehns von der Herkunft unserer Kulturpflanzen und Haustiere im Lichte neuerer Forschung, Berlin, 1912
- Germanen und Indogermanen. В: Die Geisteswissenschaften 8/1913, а также в: Korrespondenzblatt des Gesamtvereins der deutschen Geschichts- und Altertumsvereine, 1914.

### Переводы на русский
В 1890 году в журнале А. А. Хованского «Филологические записки» были опубликованы извлечения из труда Шрадера «Сравнительное языковедение и первобытная история» о «Первобытной истории индоевропейцев на основании данных сравнительного языковедения» в переводе Н. И. Иванова.